# Vodka Absolut
Absolut Vodka és un tipus de vodka d'origen suec. Va ser introduït per l'empresari Lars Olsson Smith, en 1879, en un poblet anomenat Åhus, de la comarca sueca d'Escània.
Es ven en ampolles de 700 ml o de 1000 ml i també en packs especials, amb una graduació del 40% d'alcohol.

## Història[2]
Tot va començar a Åhus, un poble al sud de Suècia. S'explica que Lars Olsson Smith va heretar el control de gran part de la producció del vodka suec. Durant el segle xix va desenvolupar un procés per destil·lar l'aiguardent de blat, denominat rectificació, mètode que encara s'utilitza en l'actualitat.
Sense saber-ho, en crear el Absolut Rent Bränvin (absolute pure vodka), Olsson Smith va inventar el que cent anys després es coneixeria com a Absolut. El vodka suec va començar a vendre el 1879. Mentre molts publicistes suecs es trencaven el cap pensant quin tipus d'envàs usar per comercialitzar el producte, Peter Ekelund, Lars Börje Carlsson i Gunnar Broman, de l'agència Carlsson and Broman, van trobar la solució:
Una ampolla totalment transparent, sense etiqueta, amb les lletres gravades sobre per poder veure a través d'ella. Amb tocs platejats i la foto del seu fundador: Lars Olsson Smith. Era clarament una ampolla de xarop medicinal! Gunnar Broman en veure les ampolles de medicina sueques va tenir la gran idea d'embotellar el vodka en aquells envasos després de tot, als segles xvi i xvii, el vodka era comercialitzat com una medicina que prometia guarir molts mals.
L'ampolla d'Absolut Vodka havia nascut. Aquesta ampolla és avui dia un dels grans dissenys de la història i una obra mestra del disseny en vidre.
Es va produir la primera edició d'Absolute Pure Vodka per a exportació el 17 d'abril de 1979. Dos mesos després es venia per primera vegada fora de Suècia, als Estats Units, a Boston.
Però era indispensable crear una bona campanya de comunicació i publicitat en EUA, es va acudir a l'agència TBWA, on Geoff Hayes, va donar a llum a una de les campanyes més duradores de la història de la publicitat.
El nom original de l'ampolla era "Absolute Pure Vodka", però als Estats Units, no van permetre registrar paraules com "Absolut" o "Pur" per a una marca comercial, així que aquesta es va limitar a "Absolut Vodka".
Diuen que Hayes intentant transmetre la idea de "Purificació", "Puresa" ... va dibuixar un halo místic. Així va ser com va néixer el primer anunci d'Absolut "Absolut Perfection".
Uns anys més tard, el 1985, Andy Warhol va demanar pintar l'ampolla màgica medicinal, va néixer Absolut Art. Després d'ell, centenars d'artistes han dissenyat els seus anuncis.
Els creatius publicitaris del Absolute Vodka ens repten a desembolicar el missatge o simplement a trobar la forma de l'ampolla dins d'un paisatge o context.
La campanya d'Absolut Vodka és avui catalogada com una galeria d'art publicitari global, Absolut Vodka és una icona a la història del segle XX i una pàgina important de l'art contemporani.

## Diferents tipus de vodka
La marca compta amb diferents sabors, per donar-li un toc alternatiu al Absolut tradicional, compta amb vodka per gustos més selectes i més volum d'alcohol per rivalitzar amb altres marques:
| Nom                       | Any de llançament | Descripció |
| ------------------------- | ----------------- | --- |
| Absolut VODKA, blue label | 1979              | 40% / 80 volum alcohol |
| Absolut VODKA, red label  | 1979              | 50% / 100 volum alcohol - cessar producció en 2006                                                                        |
| Absolut PEPPAR            | 1986              | vodka amb gust de Xile jalapeño rostits, tomàquet verds i herbes seques - primer vodka de gust d'Absolut                  |
| Absolut CITRON            | 1988              | vodka amb gust de llimona                                                                                                 |
| Absolut KURANT            | 1992              | vodka amb gust de grosella negra                                                                                          |
| Absolut MANDRIN           | 1999              | vodka amb gust de taronja i mandarina                                                                                     |
| Absolut VANILIA           | 2003              | vodka amb gust de vainilla                                                                                                |
| Absolut LEVEL             | 2004              | super-premium vodka llançat per rivalitzar amb Grey Goose                                                                 |
| Absolut RASPBERRI         | 2004              | vodka amb gust de gerd |
| Absolut APEACH            | 2005              | vodka amb gust de préssec                                                                                                 |
| Absolut RUBY RED          | 2006              | vodka amb gust de aranja                                                                                                  |
| Absolut PEARS             | 2007              | vodka amb gust de pera |
| Absolut 100               | 2007              | 50% / 100 volum d'alcohol - reemplaçament de xarxa label                                                                  |
| Absolut MANGO             | 2010              | vodka amb gust de mango                                                                                                   |
| Absolut BERRI AÇAÍ        | 2010              | vodka amb gust d'ACAI i nabiu                                                                                             |
| Absolut ELYX              | 2010              | versió super-premium edició - que reemplaça al Absolut LEVEL                                                              |
| Absolut ÄPPLE             | 2011              | vodka amb gust de poma vermella i gingebre - mateix gust a l'Absolut BROOKLYN i Absolut Svea, anterioremente Orient Apple |
| Absolut GRÄPE             | 2011              | vodka amb gust de raïm blanc, pitahaya i papaia - mateix gust a l'Absolut SF, anteriorment GRAPEVINE                      |
| Absolut CHERRYS           | 2012              | vodka amb gust de cirera, nabiu blanc i pruna, anteriorment Cherrykran                                                    |
| Absolut HIBISKUS          | 2012              | vodka amb gust de Hibiscus sabdariffa (Rosa de Jamaica) i magrana                                                         |
| Absolut CILANTRO          | 2013              | vodka amb gust de coriandre i llima                                                                                       |
| Absolut HONEY             | 2015              | vodka amb gust de mel |
| Absolut LIME              | 2017              | vodka gust de llima |

### Edicions limitades
Absolut Vodka també està disponible en una sèrie d'ampolles amb dissenys especials (anomenats Edicions limitades) i fundes d'ampolles:
| Nom                              | Any de llançament | Descripció | Presentació                     |
| -------------------------------- | ----------------- | --- | ------------------------------- |
| Absolut BRITTO                   | 2003              | Absolut VODKA normal, Edició limitada de l'artista Romero Britto | 700ml / 750ml                   |
| Absolut FREESTYLE                | 2004              | Absolut VODKA normal, Edició limitada etiqueta fraccionada (França) | 700ml                           |
| Absolut SNOWFLAKE                | 2005              | Absolut VODKA normal, Edició limitada primera funda d'ABSOLUT VODKA | 700ml                           |
| Absolut CHROME                   | 2005,2006         | Absolut VODKA normal, Edició limitada dissenys diferents llançada el 2005 a França i 2006 a Germany | 700ml                           |
| Absolut BLING-BLING              | 2006              | Absolut VODKA normal, Edició limitada funda de color or | 700ml / 750ml / 1000ml          |
| Absolut DISCO                    | 2007              | Absolut VODKA normal, Edició limitada funda que sembla una bola de discoteca | 700ml / 750ml / 1000ml          |
| Absolut C'N'C FASHION ANIMAL     | 2007              | Absolut VODKA normal, Edició limitada dissenyada per Ennio Capasa | 700ml                           |
| Absolut COLORS                   | 2008              | regular Absolut VODKA, Edició limitada celebrant l'aniversari 30 de la bandera arc de Sant Martí | 700ml / 750ml / 1000ml          |
| Absolut SUMMER                   | 2008              | Absolut VODKA normal, Edició limitada funda de color blanc (GB) | 700ml                           |
| Absolut ROCK                     | 2009              | Absolut VODKA normal, Edició limitada funda de cuir amb pics rockers | 700ml / 750ml / 1000ml          |
| Absolut FLAVOR OF THE TROPICS    | 2010              | vodka amb gust de taronja, mango, Lychee, pinya i meló | 1000ml                          |
| Absolut GLIMMER                  | 2010              | Absolut VODKA normal, Edició limitada que imita un licorera de cristall | 700ml / 750ml / 1000ml          |
| Absolut ZENG FANZH               | I for Joyce 2010  | Absolut VODKA normal, Edició limitada dissenyada per l'artista xinès Zeng Fanzhi (Hong Kong) | 700ml                           |
| Absolut ILLUSION                 | 2011              | Absolut VODKA normal, Edició limitada amb l'etiqueta invertida en la part d'atles la qual pot ser apreciada a través de l'ampolla | 700ml / 750ml / 1000ml          |
| Absolut MODE                     | 2011              | Absolut VODKA normal, Edició limitada de dotze facetes, embolicada amb una banda de seda color blau fosc | 700ml / 750ml / 1000ml          |
| Absolut WHITE                    | 2011              | Absolut VODKA normal, Edició limitada funda de color blanc (GB) | 700ml                           |
| Absolut UNIQUE                   | 2012              | Absolut VODKA normal, Ampolles úniques pintades individualment i numerades | 700ml / 750ml / 1000ml          |
| Absolut CARNAVAL/CARNIVAL        | 2013              | Absolut VODKA normal, Edició limitada 3 diferents fundes de neoprè: Rio, São Paulo, São João (Brasil) | 1000ml                          |
| Absolut CRAFT                    | 2013              | Tres variacions: 1. Herbaceous Lemon una barreja d'herbes cítriques, com oposades a les fruites, incloent Llimona sec. El resultat és un vodka amb 41% The result is a 41% abv vodka amb un picant sabor i notes salades de farigola de llimona i herba de llimona; 2. Smokey Tea és una barreja de Lapsang Souchong (te negre) amb taronges amargues de Sevilla, clau i gingebre. La marca ho descriu com: 'salat, carnós i una mica juganer', que guia a la taronja i notes lleugeres de flors; i 3. Bitter Cherry és un vodka estil aperitiu de 42% és una barreja de 8 ingredients crus que inclouen cireres dolces seques, que han estat destil·lats en barrils de cedre Europeus altament cremats per un toc de vainilla picant. (EUA), (GB), (Suècia), (Alemanya) | 700ml / 750ml                   |
| Absolut ORIGINALITY              | 2013              | Absolut VODKA normal, ampolles úniques individualment numerades | 700ml / 750ml / 1000ml          |
| Absolut KARNIVAL                 | 2014              | vodka amb gust de granadilla i tarongina (mateix gust que el Absolut MIAMI) (Brasil), (Colòmbia), (Mèxic), (Guatemala) | 750ml / 1000ml                  |
| Absolut COLORS aka Absolut PRIDE | 2014              | Absolut VODKA normal, edició limitada, embolcall retràctil llançat al juny de "Mes d'Orgull" | 750ml / 1000ml                  |
| Absolut SOY CAPAZ DE             | 2014              | Absolut VODKA normal, edició limitada (Colòmbia) | 750ml                           |
| Absolut ANDY WARHOL              | 2014              | Absolut VODKA edició normal limitada celebrant la icònica col·laboració de la marca amb l'artista il·lustre des de la dècada de 1980 (a tot el món) | 700ml / 750ml / 1000ml / 1750ml |
| Absolut CHICAGO                  | 2018              | vodka amb gust d'oliva i romaní. |                                 |